# Лященко, Алексей Вадимович
Лященко Алексей Вадимович (род. 3 сентября 1974 года в городе Омске, РСФСР, СССР) — российский государственный и политический деятель, депутат Государственной Думы VII созыва, член фракции «Единая Россия», член комитета Госдумы по финансовому рынку.

## Биография
В 1991 году получил высшее военное образование окончив Ленинградское нахимовское военно-морское училище. С 1991 по 1993 год прошёл переподготовку по специальности «Инженер-электромеханик» в Высшем военно-морском училище подводного плавания. В 2010 году получил высшее образование по специальности «юриспруденция, международное право» в Московском пограничном институт Федеральной службы безопасности РФ. С 1999 по 2003 год работал в ЗАО "Промышленная группа «Проминдустрия» в должности начальника управления комплектации. С 2003 по 2005 год работал в Сосновоборском филиале Санкт-Петербургского института машиностроения в должности помощника генерального. С 2005 по 2006 год работал в РГУ нефти и газа имени И. М. Губкина заместителем заведующего кафедрой.
С 2006 по 2016 год работал в ОАО "Промышленная группа «Новик», являлся генеральным директором и совладельцем предприятия. В 2011 году избран депутатом Мурманской областной Думы. По сообщению Рамблер-новости у предприятия, совладельцем и директором которого являлся Лященко скопились долги перед рабочим, которые больше двух лет (с 2016 года) пытаются получить не выплаченные зарплаты на общую сумму свыше 240 миллионов рублей.
В 2016 году баллотировался от партии «Единая Россия» в Госдуму, по итогам распределения мандатов избран депутатом Государственной думы РФ VII созыва.
20.01.2022 заочно арестован Басманным судом г. Москвы по ч. 3 ст. 145.1 УК

## Законотворческая деятельность
С 2016 по 2019 год, в течение исполнения полномочий депутата Государственной Думы VII созыва, выступил соавтором 11 законодательных инициатив и поправок к проектам федеральных законов.

## Награды
- Благодарность Председателя Совета Федерации Федерального Собрания РФ
- Почётная грамота Мурманской областной Думы[3]